# Synagoga ve Strakonicích
Synagoga ve Strakonicích byla židovská modlitebna ve městě Strakonice v Jihočeském kraji. Postavena byla v letech 1858 až 1860, zbořena pak byla v roce 1976.

## Příběh

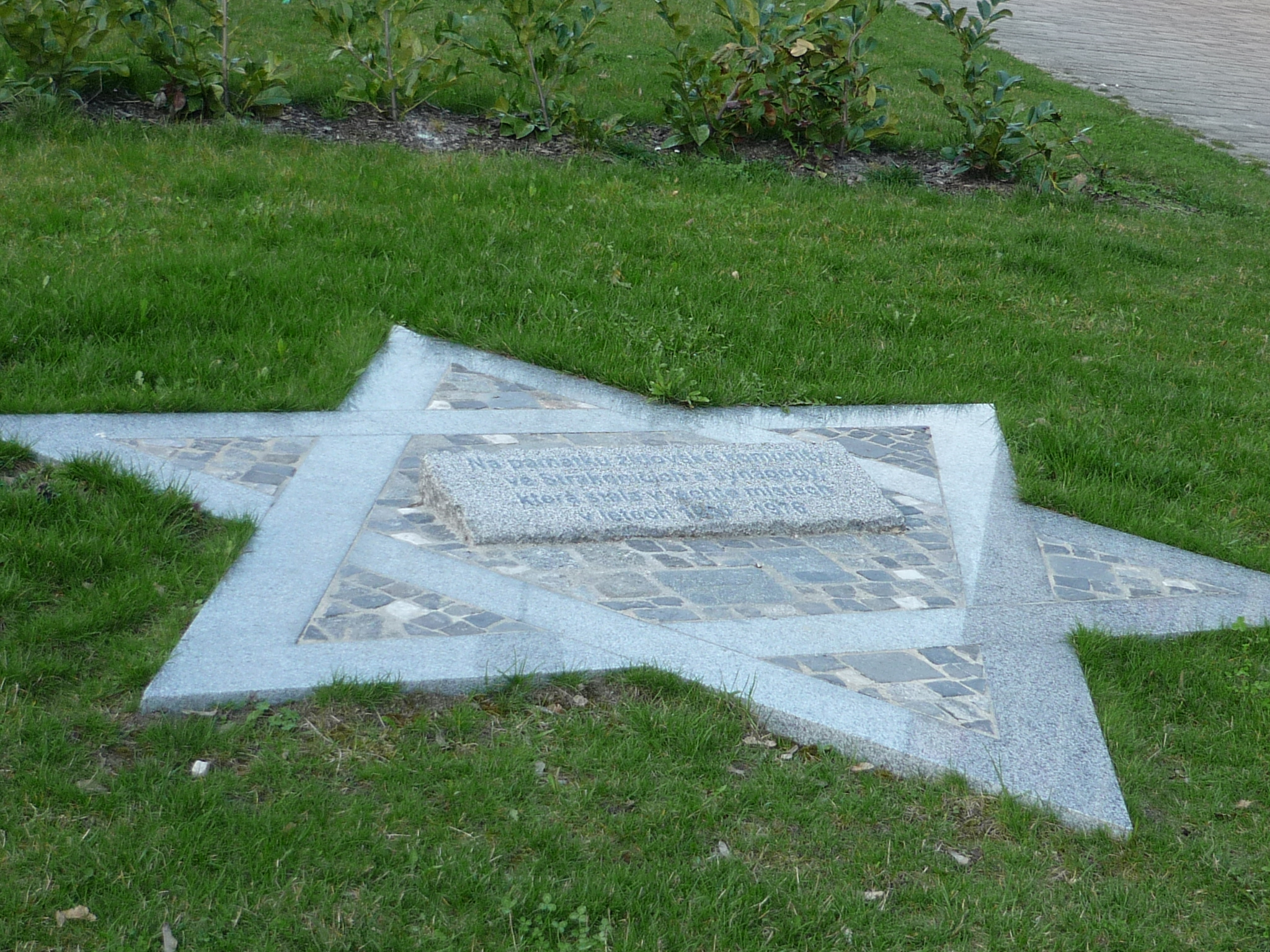
Židovský pomník u obchodního domu Labuť

Počátkem druhé poloviny 19. století se kvůli rostoucímu počtu členů rozhodla strakonická židovská obec po zřícení staré synagogy v roce 1858 postavit synagogu novou, kamennou. Dřevěné lavice pro ni zhotovil zdejší tesařský mistr, český vlastenec a intelektuál Jan Vlastislav Plánek. Modlitebna postavená v historizujícím slohu nabízela dostatek prostoru pro všechny židovské věřící, jejichž počet v roce 1890 dosáhl počtem 326 osob svého vrcholu.
Během 2. světové války a prezekuce obyvatel židovského původu sloužila synagoga jako skladiště. Od roku 1951 sloužila jako modlitebna křesťanské Jednoty bratrské. Byla zbořena v roce 1976 spolu se sousedními domy, na uvolněných parcelách pak vyrostl obchodní dům Labuť.
Za obychodním domem byl posléze zbudován památník připomínající synagogu a zdejší židovskou komunitu, který byl odhalen 11. října 2007.